# Ovicides jasoni
Ovicides jasoni is een snoerwormensoort uit de familie van de Carcinonemertidae. De wetenschappelijke naam van de soort is voor het eerst geldig gepubliceerd in 2007 door Shields & Segonzac.